# Princess Tours
Princess tours est une entreprise ferroviaire qui propose des visites de l'Alaska. Cette entreprise appartient au géant de la croisière Carnival corporation & plc, par l'intermédiaire de sa filiale Princess Cruises et gère dix trains (5 au nord et 5 au sud de l'Alaska), d'Anchorage à Fairbanks.

## Histoire
En 1982, Thomas Rader crée l'entreprise Alaska Tours Operators, en 1983 l'entreprise est renommée « Tours Alaska » avec l'acquisition de quatre trains.
En 1986, Princess Cruises achète Tours Alaska, puis fait l'acquisition de quatre trains plus grands, en remplacement des quatre achetés en 1983. Deux autres sont commandés 1992 et entrent en service en 1993.
En 1997, Princess Cruises a fait construire deux nouveaux trains de luxe, pour porter le nombre de trains au total de huit, pour transporter près de 700 passagers par jour.

### Sources
- (en) Cet article est partiellement ou en totalité issu de l’article de Wikipédia en anglais intitulé « Princess Tours » (voir la liste des auteurs).